# Lake Kiowa (Teksas)
Lake Kiowa je naseljeno mjesto za statističke potrebe u američkoj saveznoj državi Teksas. Prema popisu stanovništva iz 2010. u njemu je živjelo 1.906 stanovnika.